# 闸北堂

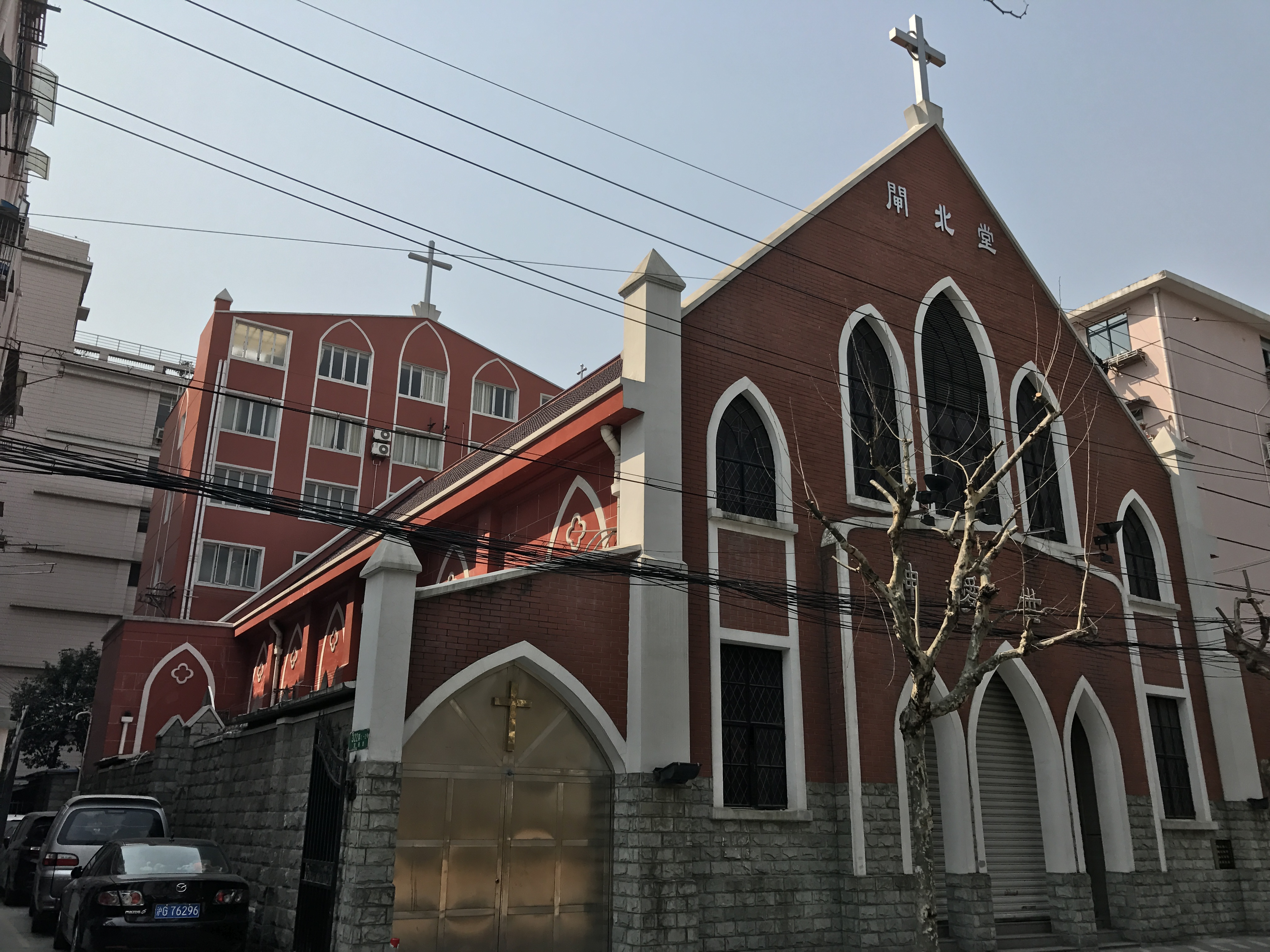
闸北区登记不可移动文物——闸北长老会堂

闸北长老会堂是中国上海市的一座基督教新教教堂，位于闸北区宝通路340号。
闸北堂最初由美北长老会传教士范约翰创立于1888年，位于虹口。1904年，该堂华人牧师俞国桢发动信徒自立，脱离差会。于是捐款在海宁路建造了"沪北海宁路自立长老会堂"。1914年，出售海宁路房屋，在闸北区宝通路商务印书馆附近另建新堂，改名"闸北自立长老会堂"。1927年，闸北堂加入中华基督教会，更名为“中华基督教会闸北堂”。
1932年1月28日和1937年8月13日，闸北堂2次毁于日军的炮火。现在的教堂是1947年重新建造的。
1958年，闸北区16处教堂合并于闸北堂。1966年文革中，闸北堂被关闭并被工厂占用。1982年7月，闸北堂恢复聚会。1996年，闸北堂在临汾路1555号建造了分堂灵泉堂。
闸北长老会堂于2004年1月6日被公布为闸北区登记不可移动文物。